# Abric de Tortosilla
L'abric de Tortosilla és una cavitat natural que es troba en el terme municipal d'Aiora i que alberga un conjunt de representacions rupestres.

## Ubicació

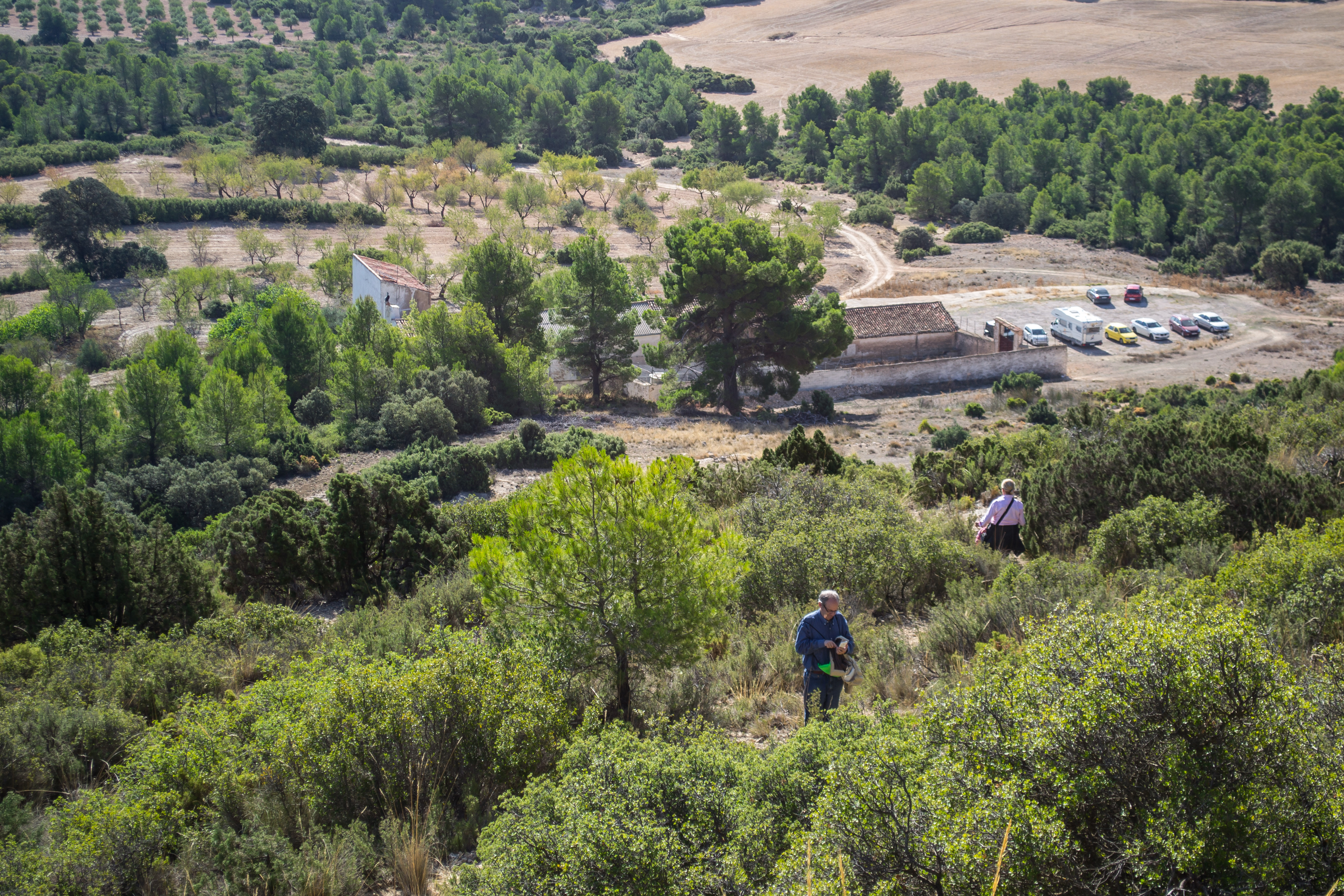
Ascens cap a l'abric

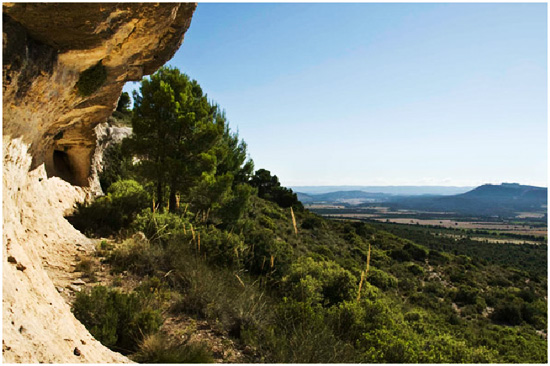
Abric de Tortosilla

Es desconeixen els motius per a l'elecció del lloc, però el domini del paisatge va haver de ser un factor molt important. L'abric se situa en l'extrem sud del terme municipal d'Aiora, a l'inici de la vall que recorre la comarca de nord a sud. Més concretament, es localitza al vessant de la Mola de Tortosilla, al costat del turó del Bosc. Des d'ell es controla l'accés a l'àmplia vall en la que destaquen la Serra del Mugrón, amb el puntal de Meca, el Montemayor i delimitant l'espai cap a l'est, la serra d'Énguera.
Se situa en una zona d'alt interès arqueològic amb altres exemples d'art rupestre com l'Abric del Sord o la Cova de la Vella i jaciments de gran importància com el de castellar de Meca i l' Arc de Sant Pasqual.

## Història

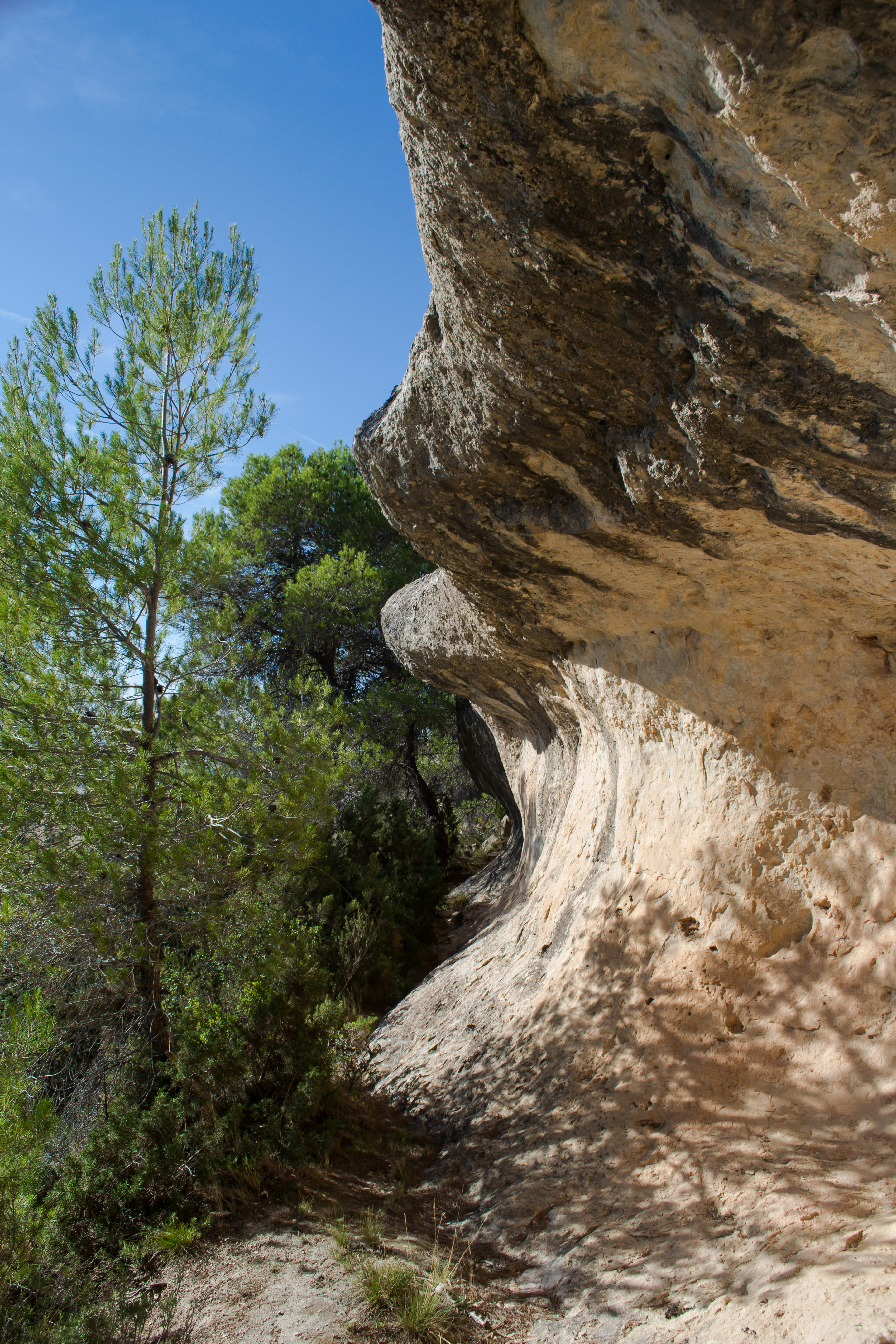
Vista parcial de l'abric

L'estiu de 1911 els germans Daniel i Pasqual Serrano van descobrir el primer conjunt prehistòric del País Valencià: l'Abric de Tortosilla, a Aiora. La troballa s'emmarca en els successius descobriments que es duen a terme tant a Espanya com a França, com és el de la Cova d'Altamira (1879) i sobretot l'acceptació de la seva autenticitat en 1902.
La notícia del seu descobriment va atreure als grans estudiosos del moment, l'abat Henri Breuil, que era conegut com el pare de la prehistòria i un dels pioners en l'estudi de l'art Paleolític, Hugo Obermaier i Joan Cabré, descobridor del primer fris amb art llevantí en 1903. La seva documentació conjunta de la troballa, elaborada al març de 1902, es va donar a conèixer a la comunitat científica internacional per Breuil, Serrano i Cabré mitjançant la prestigiosa revista francesa l'Antropologie. Poc després el propi Cabré inclou el conjunt en la primera gran obra de síntesi de l'art rupestre espanyol El arte rupestre en España (1915).
Amb la declaració com Bé d'Interès Cultural de les coves, abrics i llocs amb art rupestre per la llei de Patrimoni Històric Español de 1985 el conjunt de Tortosilla va aconseguir la màxima categoria de protecció a escala nacional. Però el seu més recent incorporació a la llista de Patrimoni Mundial per la UNESCO en 1998 ho eleva a la màxima consideració en matèria de Patrimoni històric a nivell mundial.
La visita a aquest conjunt s'emmarca dins de l'àmplia oferta patrimonial i cultural que Aiora ofereix als seus visitants que podran descobrir l'art Llevantí i apropar-se al seu món credencial i al seu concepte estètic; tal vegada a les formes de vida dels seus autors,in com van ser realitzades, o que va motivar l'elecció del lloc, endinsar-se en el paisatge habitat per aquelles poblacions prehistòriques, fa 10.000  anys.

## El conjunt pictòric
La cavitat principal és de reduïdes dimensions (amb prou feines uns 3 m d'amplària per 2 de profunditat) i de forma semiesfèrica, conserva un fris corregut en el qual es poden identificar les restes de 20 motius pintats de tipus llevantí i Esquemàtic.

Entre ells destaca un arquer naturalista de gran grandària amb nombrosos detalls com la indumentària o els trets facials. Al costat d'ell observem les restes de sis cèrvids naturalistes distribuïts al llarg de tot el fris i altres detalls esquemàtics o indeterminats. Són molt interessants tres superposicions que demostren que a l'abric es va pintar durant diverses èpoques i amb estils diferents (llevantí i esquemàtic).

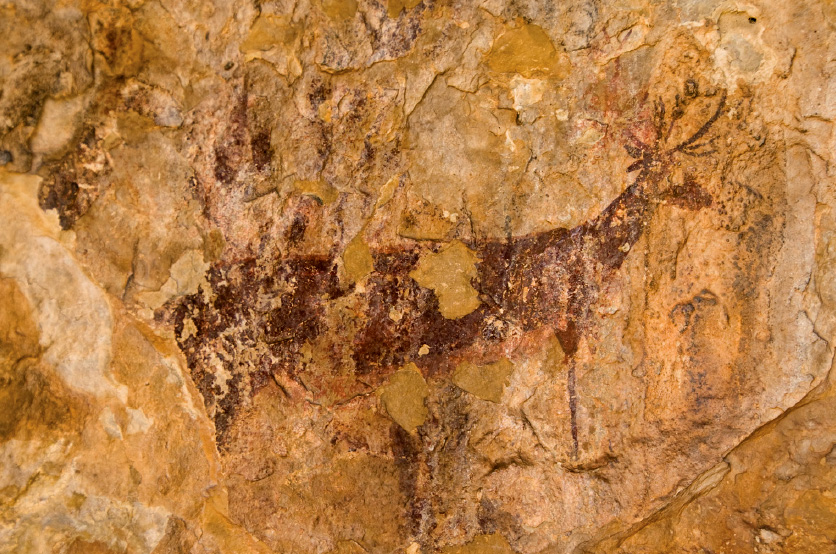
Figura animal
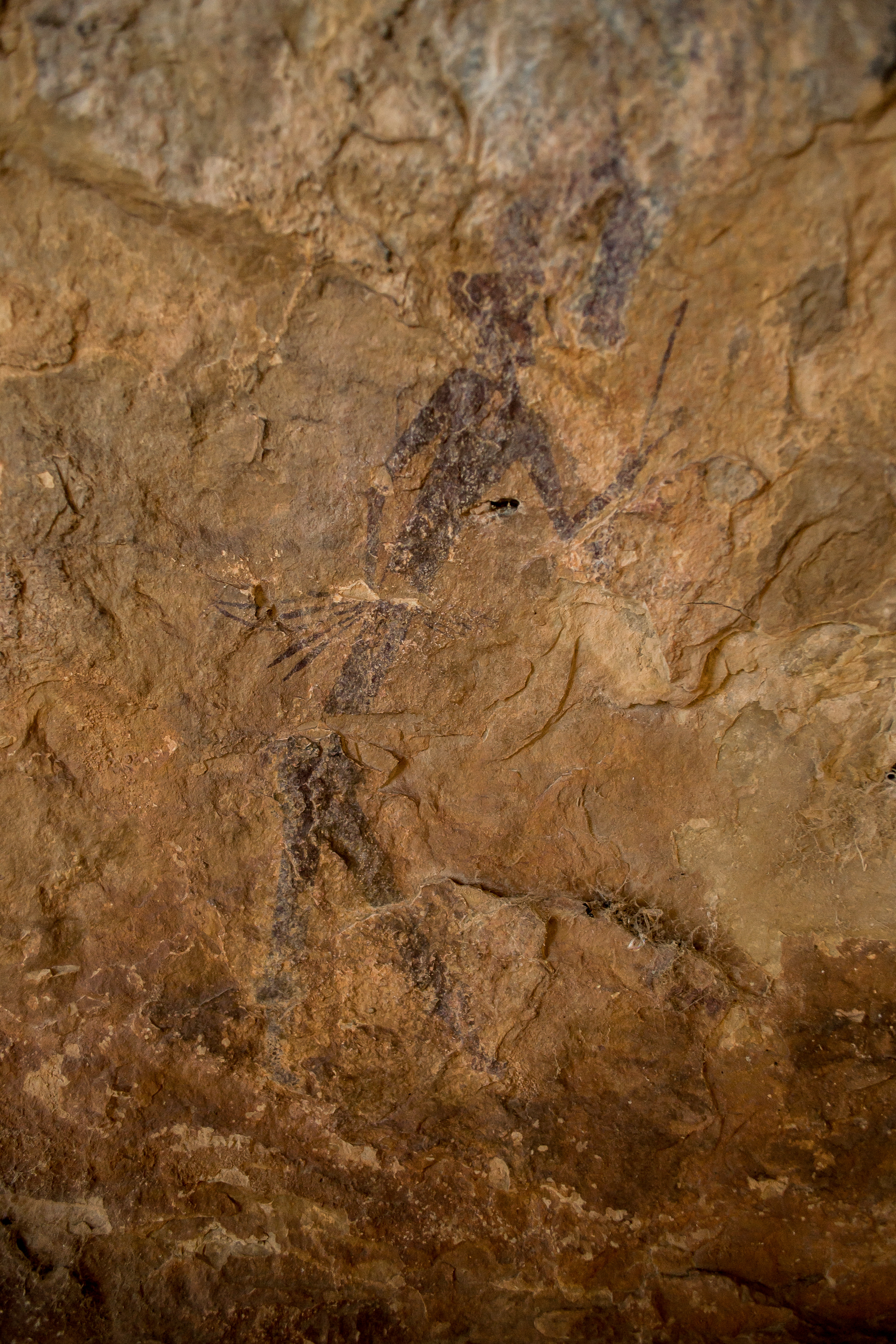
Figura humana
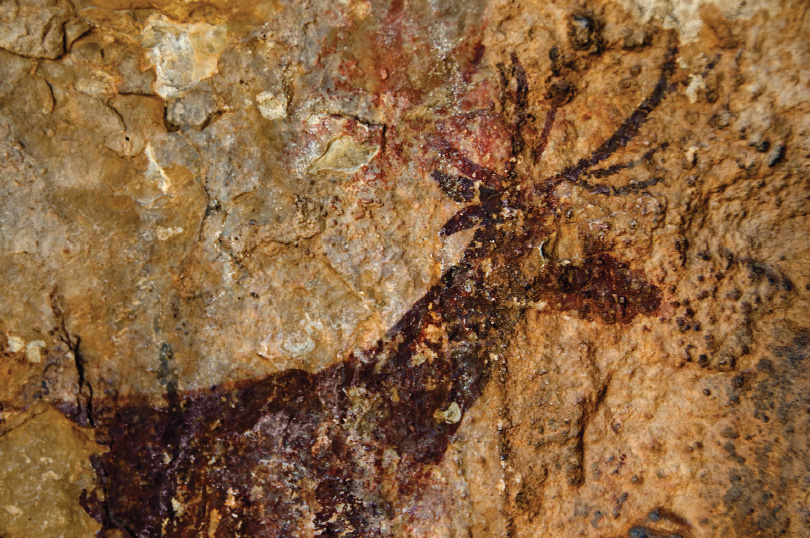
Figura animal
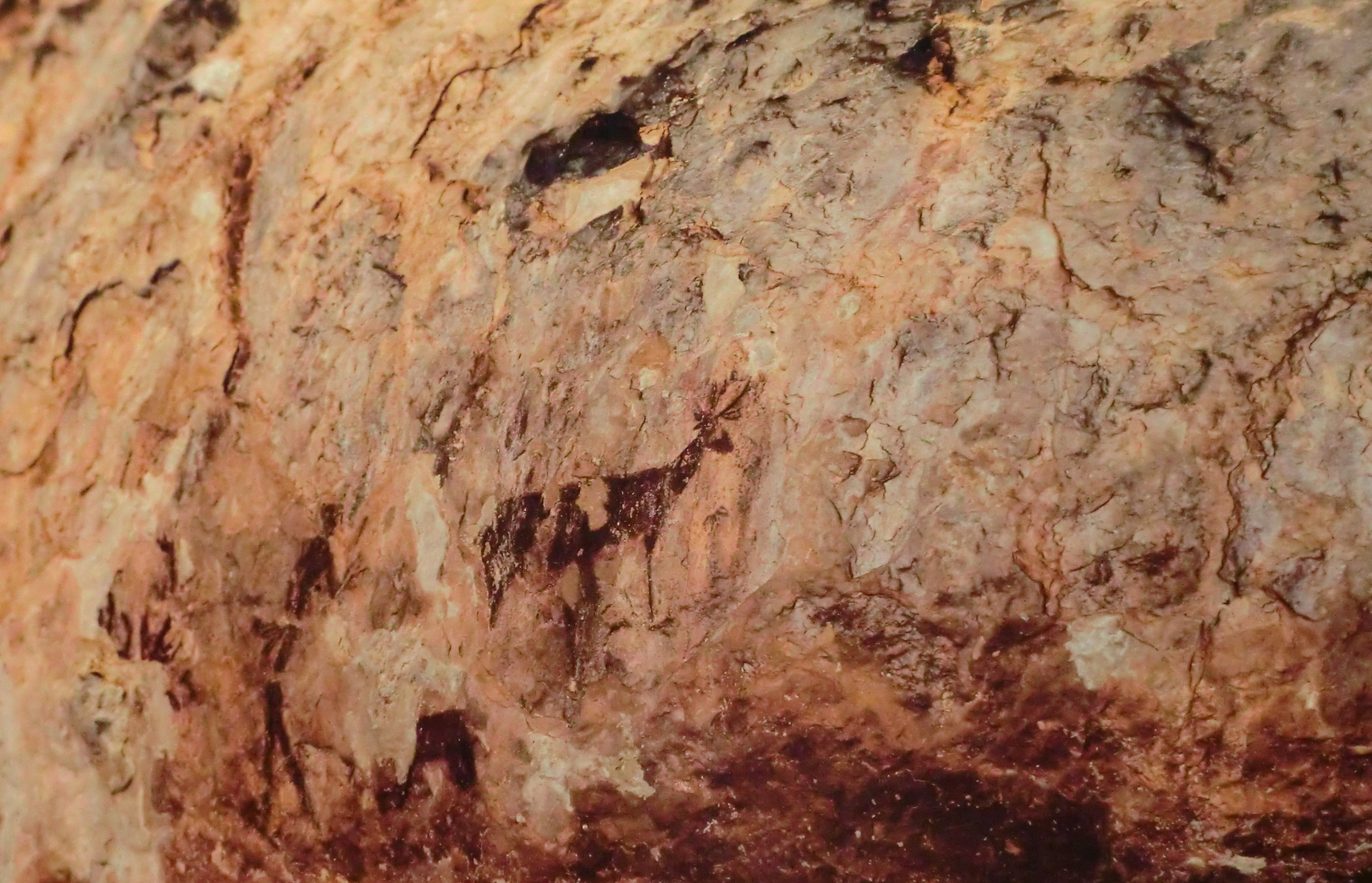
Pintures